# Linthia
Linthia is een geslacht van uitgestorven zee-egels uit de familie Schizasteridae die leefden van het Krijt tot in het Eoceen.

## Beschrijving
Deze hartegels hadden een compacte, hartvormige schaal met een duidelijk ingesneden groeve aan de voorrand en een in het oog springende, van grote poriën voorziene, bloembladvormige ambulacra (deel van het skelet, waarin de voetjes van het watervaatstelsel zijn gelegen). Centraal op het apicaalveld bevonden zich vier grote, genitale poriën, die zorg droegen voor het afvoeren van sperma en eieren. De normale diameter bedroeg ongeveer 7 cm.

## Leefwijze
Vertegenwoordigers van dit geslacht bewoonden ondiepe wateren. Ze leefden gedeeltelijk ingegraven in het zand. Voedsel, dat werd verkregen uit het sediment, werd via de groeve aan de voorrand naar de mondopening doorgeschoven.

## Soorten
- Linthia aguayoi Sánchez Roig, 1949 †
- Linthia alta Sánchez Roig, 1949 †
- Linthia arabica Clegg, 1933 †
- Linthia atolladosae Sánchez Roig, 1951 †
- Linthia avilensis Sánchez Roig, 1949 †
- Linthia balboi Airaghi, 1939 †
- Linthia boreasteria Nisiyama, 1968 †
- Linthia brodermanni Sánchez Roig, 1949 †
- Linthia bulgarica Gocev, 1933 †
- Linthia caraibensis Jeannet, 1928 †
- Linthia cretacica Sánchez Roig, 1949 †
- Linthia dainellii Stefanini, 1928 †
- Linthia darderi Lambert, 1935 †
- Linthia desioi Airaghi, 1934 †
- Linthia garciai Sánchez Roig, 1952 †
- Linthia gibba Lambert, 1933 †
- Linthia gonzalezmunozi Sánchez Roig, 1952 †
- Linthia hanoverensis Kellum, 1926 †
- Linthia hargeisensis Currie, 1943 †
- Linthia heimei Jeannet, 1936 †
- Linthia hollandi Barry, 1942 †
- Linthia maverickensis Gardner, 1933 †
- Linthia mortenseni Checchia-Rispoli, 1950 †
- Linthia mullerriedi Lambert, 1935 †
- Linthia obesa Arnold & H.L. Clark, 1934 †
- Linthia praenipponica Nagao, 1928 †
- Linthia pseudoglobalis Thirring, 1936 †
- Linthia rolandi Castex, 1930 †
- Linthia somaliensis Currie, 1927 †
- Linthia suitensis Jeannet, 1936 †
- Linthia taiwanensis Hayasaka, 1948 †
- Linthia trechmanni Hawkins, 1924 †
- Linthia yessoensis Minato, 1950 †